# Macroglossum corythus
Macroglossum corythus là một loài Hawk moth trong họ Sphingidae. Nó được tìm thấy khắp các vùng nhiệt đới Ấn-Úc kéo dài về phía đông đến Nouvelle-Calédonie.
Sải cánh dài 50–66 mm.
Ấu trùng ăn các loài Loganiaceae và Rubiaceae.

## Phụ loài
- Macroglossum corythus corythus (Sri Lanka, miền nam India)
- Macroglossum corythus luteata Butler, 1875 (đông bắc India, Bangladesh, Andaman và quần đảo Nicobar, Thailand, miền đông và miền nam China, Taiwan, Japan (đảo Tsushima), Malaysia (Peninsular, Sarawak, Sabah), Indonesia (Sumatra, Java, Kalimantan, Flores, Sumba, Sulawesi), the Philippines (Palawan, Mindanao, Luzon), Vietnam)
- Macroglossum corythus oceanicum (Rothschild & Jordan, 1915) (Chagos)
- Macroglossum corythus platyxanthum Rothschild & Jordan, 1903 (miền nam Japan)
- Macroglossum corythus xanthurus Rothschild & Jordan, 1903 (Tenimber)
- Macroglossum corythus pylene Felder, 1861 (New Guinea, Amboina, Buru, Moluccas)
- Macroglossum corythus novirlandum D'Abrera, 1986 (quần đảo Bismarck)
- Macroglossum corythus novebudensis Clark, 1926 (New Hebrides)
- Macroglossum corythus fulvicaudata Butler, 1882 (New Britain)
- Macroglossum corythus fuscicauda Rothschild & Jordan, 1903 (quần đảo Loyalty)

## Hình ảnh

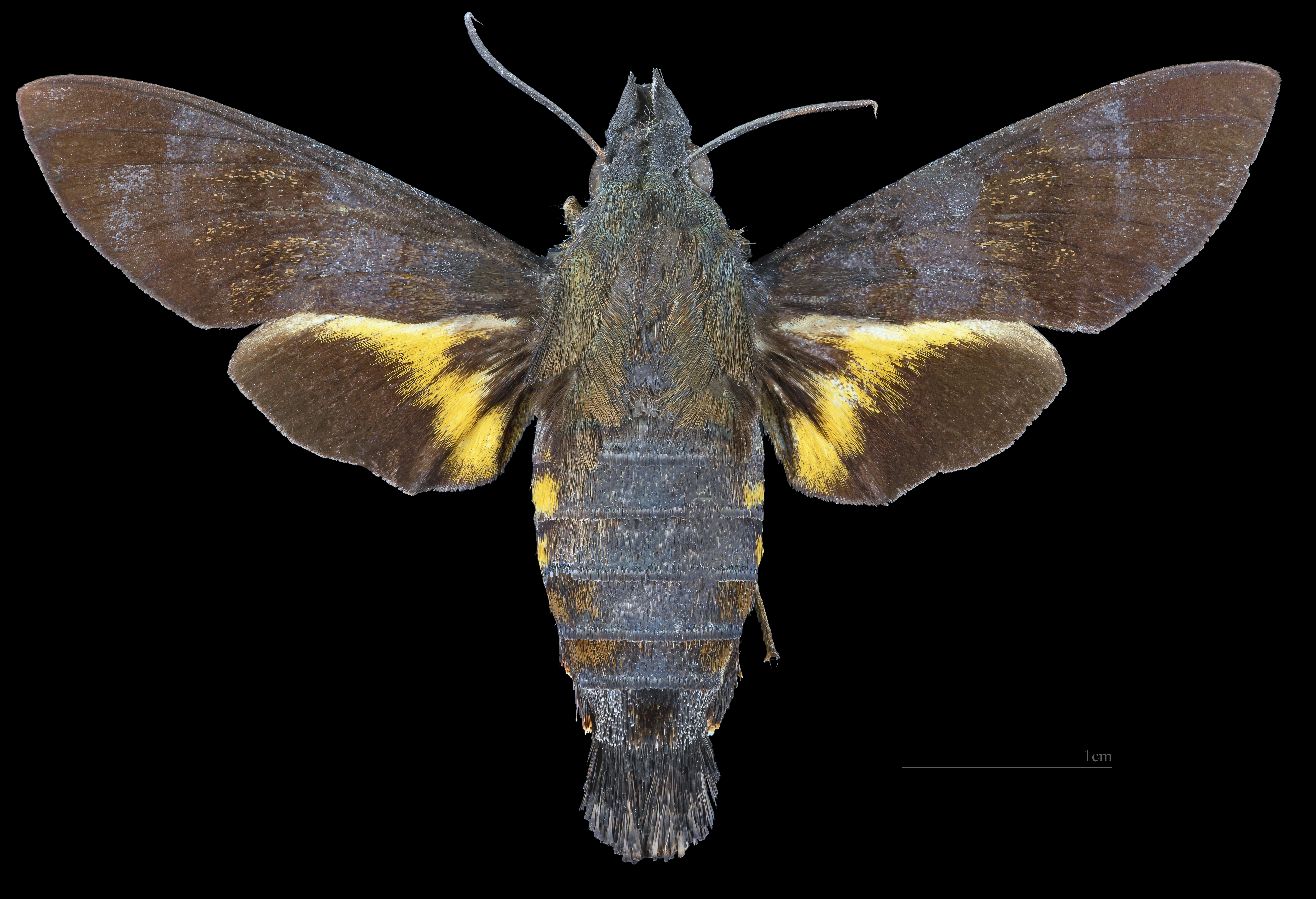
Macroglossum corythus ♂
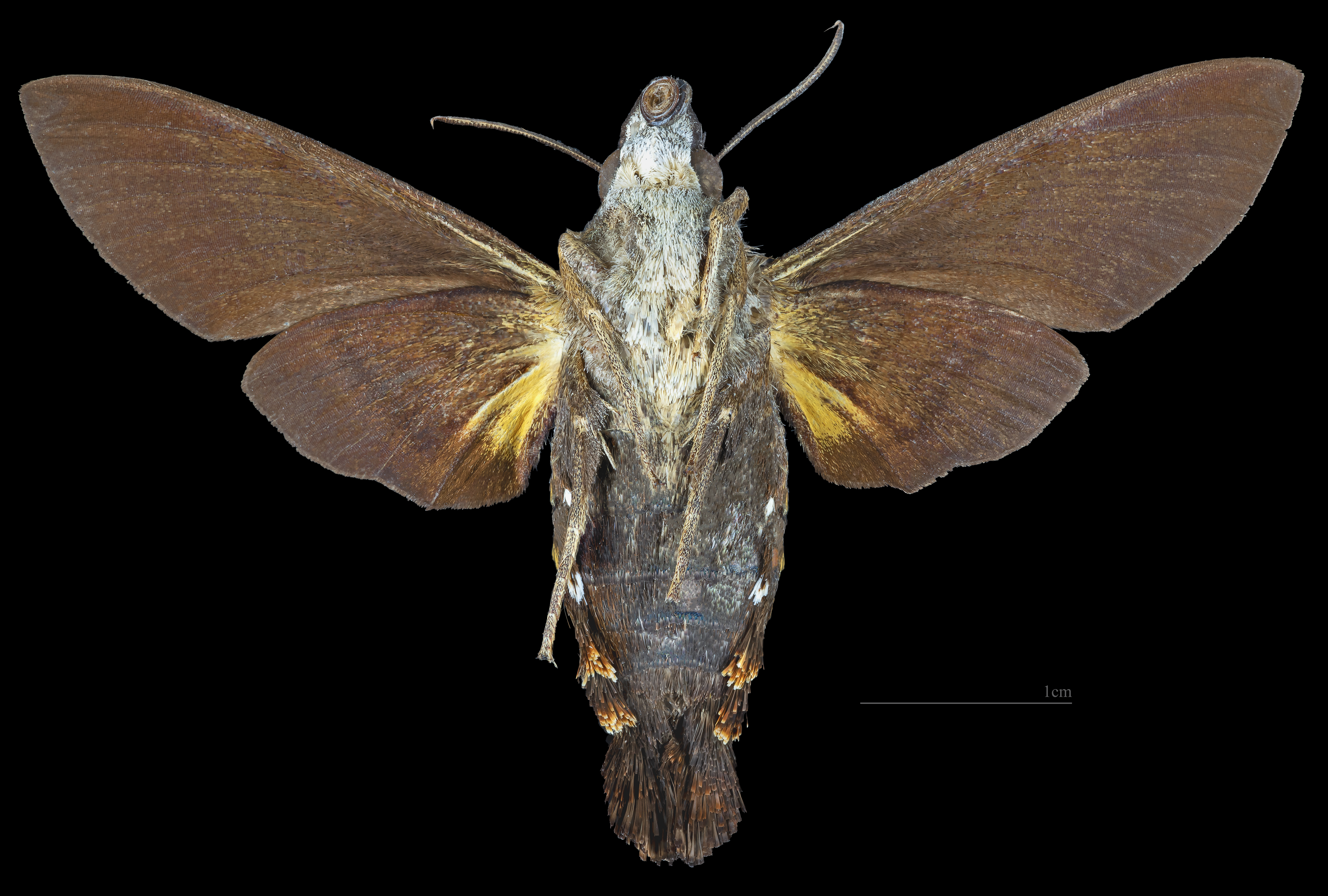
Macroglossum corythus ♂  △